# Clasebreen
De Clasebreen is een gletsjer op het eiland Nordaustlandet, dat deel uitmaakt van de Noorse eilandengroep Spitsbergen.
De gletsjer is vernoemd naar kapitein Börje Leonard Eugen Clase (1839-1885) van een van de schepen die in 1872-1873 deelnam aan een expeditie.

## Geografie
De gletsjer is zuidwest-noordoost georiënteerd en komt van de ijskap Glitnefonna af. Ze mondt in het noorden uit in de baai Palanderbukta.
De gletsjer ligt op het schiereiland Scaniahalvøya, onderdeel van Gustav Adolfland. Naar het zuidoosten ligt de gletsjer Holtenbreen die ook van dezelfde ijskap afkomstig is.